# MIRC
mIRC ist ein als Shareware vertriebener, weitverbreiteter IRC-Client für Windows.

## Übersicht
mIRC wurde vom jordanischen Softwareentwickler Khaled Mardam-Bey entwickelt und am 28. Februar 1995 zum ersten Mal in der Version 2.1a veröffentlicht. Es ist seitdem zu einem der beliebtesten IRC-Clients für Windows gewachsen. Seine Vielseitigkeit beruht hauptsächlich auf der integrierten Scriptsprache mIRC Script, abgekürzt MSL (mIRC Scripting Language). Diese ist so umfangreich, dass mit ihrer Hilfe bereits MP3-Player, IRC-Spiele, HTTP-Server und -Clients sowie DCC-Dateiserver und IRC-Bots implementiert wurden. Um das Schreiben von Programmen in mIRC Script hat sich im IRC eine Gemeinschaft von Anhängern gebildet.

## Funktionen
- Skriptsprache mIRC Script (auch msl oder mIRC Scripting Language)
- CTCP mit CTCP-SOUND-Unterstützung
- DCC-Chat und Dateitransfer[3]
- DCC-Datei-Server
- mIRC-Farbcodes
- Sprachausgabe mit Hilfe von Fremdsoftware
- verschlüsselte Verbindung zu SSL-fähigen IRC-Servern
- UPnP- und IPv6-Unterstützung

## Wissenswertes
Das m in mIRC steht nach Aussage des Entwicklers auf seiner persönlichen Website für „mu“, was dem japanischen Schriftzeichen für „kein Ding“ entspricht.
mIRC ist wohl der am weitesten verbreitete IRC-Client unter Windows. Anfang 2004 hat das größte IRC-Netzwerk QuakeNet eine netzwerkweite Versionsabfrage der verbundenen Benutzer durchgeführt, welche für mIRC eine Verbreitung von 93,71 % nachwies.
- Bislang über 40 Millionen Downloads vom CNET-Downloadservice.[5]
- mIRC v4 wurde im Dezember 1996 mit „five cows“ und dem Titel „a Must Have application“ von Scott Swedorskis TUCOWS bewertet.
- CNET bewertete im Januar 1998 19 IRC-Clients und befand mIRC 5 am besten.
- mIRC v5.7 wurde von ZDNet auf Platz 12 des 'Download of the Millennium Award' gewählt.
- Im Februar 2002 waren eine Million Personen auf der Mailing-Liste für die Ankündigung neuer mIRC-Versionen vertreten.
- mIRC wird oder wurde vom US-Militär bei Analysen und Anweisungen von Drohnenangriffen eingesetzt.[6][7]

## Kritikpunkte
Die hohe Popularität bringt auch Nachteile mit sich, so grassieren diverse Viren und Trojanische Pferde, die sich über das IRC verbreiten können und fast ausschließlich gegen mIRC-Anwender gerichtet sind. Sie verführen insbesondere gutgläubige Benutzer dazu, codierte Schad- und Verbreitungsroutinen auszuführen. Ab Version 6.17 besteht jedoch die Möglichkeit, einige Bezeichner (u. a. $decode, $dll), welche oft zur Verbreitung von Schadcode genutzt werden, zu deaktivieren.
Ein weiterer Kritikpunkt ist die Implementierung sogenannter Color-Codes, der nicht dem IRC-Standard RFC 1459 konform ist. Sie eröffnen geringfügige Textformatierungsmöglichkeiten (Textfarbe, Hintergrundfarbe des Textes, Fettschrift, Unterstrichen) und werden von einigen Benutzern als störend empfunden. Von vielen aktuelleren IRC-Clients werden Color-Codes ignoriert. Klassische IRC-Clients haben, vor allem, wenn sie in einem Terminalfenster ausgeführt werden, jedoch bisweilen Schwierigkeiten mit der Darstellung. Insbesondere kann es hier zu Schriftdarstellung in Hintergrundfarbe oder zu blinkender Schrift kommen, welche wiederum von vielen als lästig empfunden wird. Viele IRC-Server implementieren diese Funktion dennoch.

## Entwicklung
Nach einer langen Entwicklungspause, in der praktisch nur Fehler korrigiert wurden, erschien im Februar 2006 mIRC 6.17, welches neben zahlreichen anderen Änderungen auch Unterstützung für UTF-8 mitbrachte. Im Juli 2006 ist mIRC 6.2 erschienen, die neben einer verbesserten Unterstützung für UTF-8 auch weitere Scripting-Möglichkeiten und mehr Möglichkeiten in der Gestaltung der Benutzerschnittstelle mit sich brachte. Die etwas angestaubt wirkende Oberfläche wurde mit mIRC 6.3 (August 2007) und 6.31 (November 2007) durch neue Symbole und ein neues, moderneres Logo angepasst.
Am 30. Juli 2010 veröffentlichte Khaled Mardam-Bey mit mIRC 7.1 die erste vollständig Unicode-fähige Version von mIRC. Diese bislang größte Änderung in der Geschichte von mIRC – es wurden über 120.000 Codezeilen geändert – führte Unterstützung für Universal Plug and Play und das Protokoll IPv6 ein.

## Erweiterungen
Da mIRC nur die nötigsten Features zum Chatten besitzt, gibt es zahlreiche Erweiterungen, welche diverse Tools und zusätzliche Einstellungsmöglichkeiten bieten. Diese Scripts sind vor allem für Leute, die sich sehr oft im IRC aufhalten, oder für andere bestimmte Gruppen gedacht.
Die bekannteste, seit Juni 2020 nicht mehr weiter entwickelte Erweiterung ist Gamers.IRC vom Gamers.Interactive-Team.

### Dateiserver
mIRC erlaubt auch, einen Dateiserver über das DCC-Protokoll zu betreiben. Für Benutzer, die einen solchen betreiben wollen, sind spezialisierte Scripts wie SysReset entwickelt worden, die deren Einrichtung erheblich vereinfachen.